# トックリクジラ属
トックリクジラ属（徳利鯨属、Hyperoodon）はハクジラ亜目アカボウクジラ科に属する属の一つである。同じアカボウクジラ科のオウギハクジラ属、タイヘイヨウアカボウモドキ属に似ており、これら3属でトックリクジラ亜科 (Hyperoodontinae) を構成する。
トックリクジラ属に属するのはキタトックリクジラ（北徳利鯨、Hyperoodon ampullatus）とミナミトックリクジラ（南徳利鯨、Hyperoodon planifrons）の2種のクジラである。

## 分類
模式種はキタトックリクジラ Hyperoodon butskopf Lacépède, 1804（Hyperoodon ampullatus, 単模式）である。
- キタトックリクジラ（Northern Bottlenose Whale）Hyperoodon ampullatus
- ミナミトックリクジラ（Southern Bottlenose Whale）Hyperoodon planifrons

## 名称

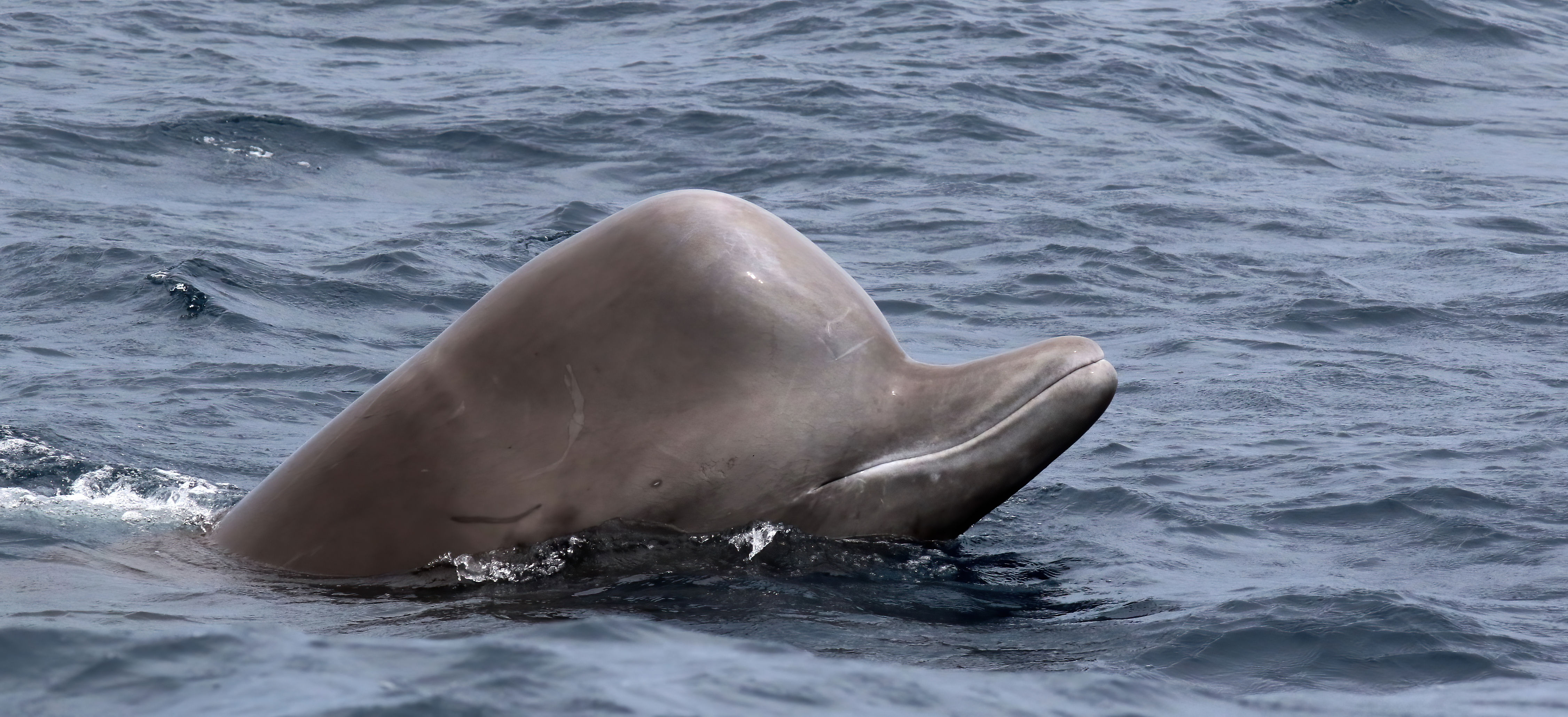
和名や英名の由来となった特徴的なキタトックリクジラの頭部（ザ・ガリーにて) 。

和名の「トックリ（徳利）」は頭部の形状が徳利に似ていることに由来する。属名はギリシャ語で「上・超」を意味する「hyper（υπερ）」と「歯」を意味する「donti（δόντι）」 を合わせたもの。本属の上顎に歯は無いが、1798年のBaussardという学者による「上顎に小歯がある」という記述を信じたLacépèdeが属名を付けたもの。この「小歯」は実際には上顎の骨質のシワを「歯」と誤認したものとされる。
タイヘイヨウアカボウモドキは「Hyperoodontinae」という別の科に属するが、トックリクジラ属に形態が非常に似ており、英名の一つが「Tropical Bottlenose Whale（熱帯のトックリクジラ）」となっている。

## 形態

キタトックリクジラのヒトとの大きさの比較。

従来はこれら2種は身体的な類似点が多いとされていたが、近年ではむしろ違いが大きいことがわかってきている。
トックリクジラ属は2種とも成体の体長は8メートル前後に達し、最大のキタトックリクジラは11.2メートルに達するとされるが、ミナミトックリクジラは7.5メートル程度である。全体的にイルカ類を思わせる丸みを帯びた体型であり、特に頭部メロンは丸く、前方に飛び出している。口吻は長く、雄は白、雌は灰色である。背びれは30から38センチメートルと体長の割には小さく、背の中央よりも後側（尾側）に位置し、鎌状に曲がっていて、先端は尖っている。
背側の体色は、キタトックリクジラは灰色、ミナミトックリクジラはやや明るい灰色である。2種とも腹側はより明るい灰色である。また雄の方が雌や子供に比べると濃い灰色であり、多くの雄が濃い灰色から黒に近いのに対し、多くの雌や子供は明るい灰色から白に近い。成獣はオス同士の闘争やサメによる攻撃などによって体表に傷を持つことがある。

## 行動

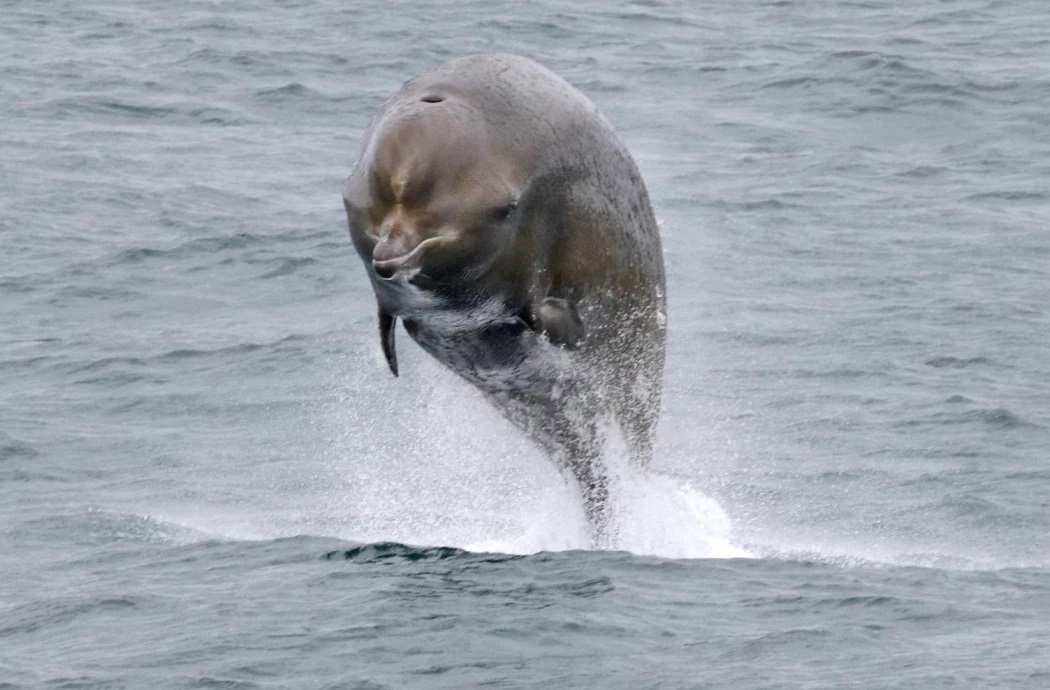
キタトックリクジラのブリーチング（ヤンマイエン島）。

ミナミトックリクジラと異なり、キタトックリクジラはアカボウクジラ科全体でも最も調査が進んでいる種類の一つである。ブローは高さ1-2メートル程になる。
社会性が強く、通常は4-25頭程度のポッドを形成する。キタトックリクジラはツチクジラと同様に本来は好奇心旺盛で人懐っこい事が知られており、とくにキタトックリクジラは捕鯨時代、船に興味を持ち接近するという習性が災いして格好の捕獲対象になってしまい、個体数の激減を招く原因の一つとなった。ホエールウォッチングで目撃されることは少ないが、ブリーチングなどの活発な海面行動を行い、ツアー船の近くに留まることもある。対照的にミナミトックリクジラは積極的な捕鯨の対象になってこなかったにもかかわらず船舶を避けることが多く、北半球の種類と異なり大規模な商業捕鯨による被害を免れたが警戒心が強いという点はミナミツチクジラの状況と類似性が見られる。
マッコウクジラやツチクジラ属やアカボウクジラ科、ゾウアザラシなどと同じく現在の地球上の生物で最も深く潜水する種族の一つであり、少なくとも1,453メートルの深海にまで達することが確認されている。主な餌は深海性のイカであるが、ニシン、エビ、マテガイ、ナマコ、ヒトデなども捕食する。

## 生息数と生息域
キタトックリクジラとミナミトックリクジラはともに比較的寒冷な海域に棲息する。基本的には水深の深い沖合に生息するが、キタトックリクジラは時には浅い湾内や海峡やフィヨルドなどの沿岸に姿を現すこともある。
キタトックリクジラは北大西洋の固有種であり。デーヴィス海峡、ラブラドル海、グリーンランド海、バレンツ海などの寒冷な亜北極圏の海域に棲息する。水深の深い海域を好むとされる。カナダのノヴァスコシア州の東沖にあるザ・ガリー (英語版) と呼ばれる巨大な海底渓谷には130頭ほどが定住している。
全生息数は不明であるが、およそ数万頭であると考えられる。キタトックリクジラは19世紀と20世紀に大量に捕獲されており、当時の捕獲数は6万5000頭に達したと見られている。
ミナミトックリクジラは南極海に棲息する。生息域の南限は南極大陸の極近くまで、北限は南アフリカ、ニュージーランド北島、ブラジル南部あたりである。全生息数はおそらく50万頭を超えるだろうと考えられている。南極海に最も多く生息しているであろうとされるであるが、ナンキョクオキアミを捕食するイカ類を捕食する事で間接的にオキアミを消費しており、本種を含む南極海のアカボウクジラ科（他にミナミツチクジラが生息している）のクジラの消費量はオキアミ換算で2400万トンであり、これは、クロミンククジラの1,600万トンを上回り、ペンギン類の3,300万トンに匹敵するとされる。本種が南極海のアカボウクジラ科というより、南極海の鯨全体で一番オキアミ資源を消費しているとされるが、厳密には不明である。
熱帯や亜熱帯、北太平洋やオホーツク海における目撃例も報告されているが、おそらくはタイヘイヨウアカボウモドキ（Tropical Bottlenose Whale：熱帯のトックリクジラの意）やクロツチクジラなどの他の種類の誤認であろうと考えられる。
- キタトックリクジラの分布図
- ミナミトックリクジラの分布図
- ザ・ガリー (英語版) 付近のキタトックリクジラの群れ
- クラレンス島付近のミナミトックリクジラの群れ

## 保護

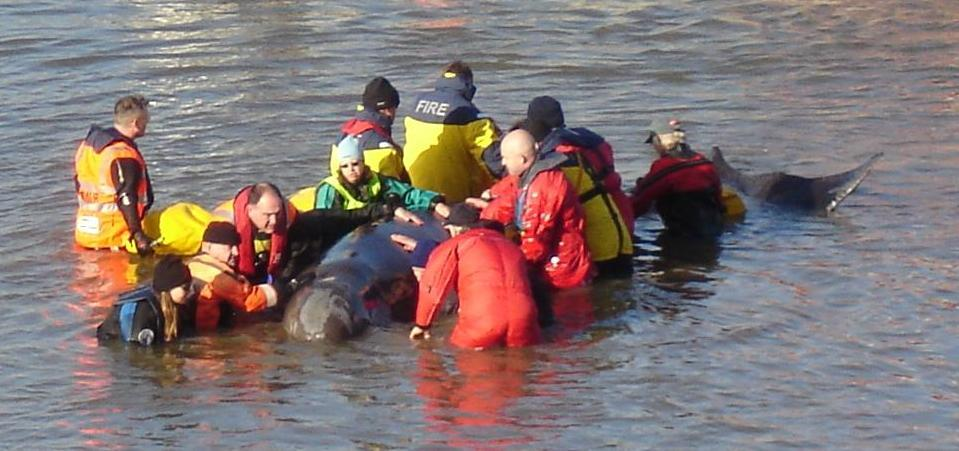
2006年にテムズ川に迷い込んだ個体。

ミナミトックリクジラは滅多に観察されることもなく、捕鯨の対象とされたこともなく、特に懸念点はない。そのため、南極海において最も多数棲息しているクジラであろうと考えられている。
キタトックリクジラは、商業捕鯨が盛んになる以前には大西洋に4万から5万頭が棲息していたと推測されている。1850年から1973年までに8万8千頭が主にノルウェーとイギリスによって捕獲されたため、生息数はかなり減少したと考えられる。捕獲の主な用途は鯨油やペットフード用などであった。捕鯨は1973年に中止されたためその点に関する懸念はなくなったが、混獲、船舶との衝突、プラスチックごみ、騒音の増加などの人為的な脅威は依然として存在しており、これらの他にもザ・ガリー (英語版) 付近における石油や天然ガスの開発が新たな問題として浮上している。また、フェロー諸島ではストランディングした個体が食用に屠殺されることがある。
2006年1月20日、キタトックリクジラの雌がロンドン中央部のテムズ川で見つかった。この個体 (英語版) はアルバート橋 (英語版) まで遡上し、はしけに乗せて海まで運んで救出することが試みられたが、翌21日に死亡した。